# Кельтские топонимы
Кельтские топонимы — географические названия кельтского происхождения. В древности кельты были широко распространены в Европе, поэтому многие европейские топонимы имеют кельтское происхождение: Дунай (Danuvius) и Рейн (общий корень с Рона), Альпы (хотя есть версия о докельтском происхождении этого оронима), Апеннины (от *penn — холм), Арденны (от *ardu — высоко)
Помимо оронимов и гидронимов кельтскими считаются ряд ойконимов, содержащих основу dunum (замок, крепость): Верден и Лейден. Кельтскими считаются также ряд топонимов в северной Италии: Верона (ольховое поле), Генуя (устье) и Брешия (гора). Кельтские топонимы наблюдаются и в Британии: Темза (*tames — темная).